# Boca del Río, Oaxaca
Boca del Río är en ort i Mexiko.   Den ligger i kommunen Salina Cruz och delstaten Oaxaca, i den sydöstra delen av landet, 600 km sydost om huvudstaden Mexico City. Boca del Río ligger 6 meter över havet och antalet invånare är 825.
Terrängen runt Boca del Río är huvudsakligen platt, men västerut är den kuperad. Havet är nära Boca del Río åt sydost.  Närmaste större samhälle är Salina Cruz, 5,0 km sydväst om Boca del Río. 